# SS Leviathan
O SS Leviathan foi um navio de passageiros operado pela United States Lines. Foi originalmente construído na Alemanha pelos estaleiros da Blohm & Voss para a Hamburg-Amerika Linie sob o nome de SS Vaterland, sendo a segunda embarcação da Classe Imperador de transatlânticos depois do SS Imperator e antes do SS Bismarck. Sua construção começou em abril de 1911 e ele foi lançado ao mar dois anos depois, fazendo sua viagem inaugural em maio de 1914. O Vaterland completou apenas sete travessias até o começo da Primeira Guerra Mundial em agosto, tendo recebido ordens da Alemanha de permanecer nos Estados Unidos longe da zona de conflito.
O Vaterland permaneceu em um limbo pelos três anos seguintes até ser tomado pelos Estados Unidos em abril de 1917, sendo convertido em um navio de transporte de tropas sob o nome USS Leviathan. A embarcação realizou dezenove viagens para a Europa sob essa função e transportou mais de cem mil soldados. Ao final do conflito, seus irmãos Imperator e Bismarck foram entregues, respectivamente, para as britânicas Cunard Line e White Star Line, porém o destino do Leviathan permaneceu inicialmente incerto. O navio ficou atracado em Hoboken até 1921, quando foi decidido que seria transformado na capitânia da recém estabelecida United States Lines.
Ele foi levado para os estaleiros da Newport News Shipbuilding e passou por um grande processo de conversão, liderado pelo arquiteto William Francis Gibbs, para que pudesse retornar ao serviço comercial. O Leviathan realizou sua viagem inaugural pela United States Lines em julho de 1923, ganhando popularidade especialmente com passageiros norte-americanos. A Grande Depressão afetou muito sua rentabilidade e o navio foi retirado de serviço em 1932, retornando apenas brevemente em 1934 para mais quatro viagens até ser aposentado de vez. O Leviathan permaneceu inutilizado até dezembro de 1937, quando foi vendido como sucata e desmontado no ano seguinte.